# Атрибуція (джерелознавство)
Атрибуція джерела — визначення авторства джерела у випадку відсутності в історичній пам'ятці прямого посилання на саме авторство або посилання на псевдонім чи коли дане джерело є фальсифікатом або навмисно приписане авторство. Є компонентом джерелознавства. 
Встановлюються такі джерела завдяки порівняльному аналізу з іншими роботами ймовірних авторів, через вивчення схожості стилю почерку, мови, порівняння інших схожих пам'яток, які містять схожі свідчення тощо.
Встановлення авторства надає розуміння цінності джерела та самої інформації в ньому. Цей чинник дозволяє встановити обізнаність та поінформованість автора. Аналіз дає змогу з'ясувати повноцінність джерела та його достовірність. Відбиття інформації в мотивах автора, зміст, особливість події. Атрибуція джерела надає дані про діяльність самого автора та інших характеристик. 
Атрибуція джерела є специфічною для державних установ і політичних структур. Попри те, що вони з'являються під підписом одного автора, вони є колективною працею. 
Завдяки атрибуції джерел здобуваються свідчення про змісти і мотиви діяльності осіб, колективів, установ, організацій.